# Чоловік Мальборо
Чоловік Мальборо (англ. Marlboro Man) — фігура, використана в рекламній кампанії сигарет Marlboro, яка здійснювалася у США в 1954—1999 роках. Протягом кампанії чоловіків Мальборо загалом було кілька десятків (багато з них були справжніми ковбоями), головним з них був Даррел Вінфілд (англ. Darrell Winfield) — фермер та модель.

## Історія
Чоловік Мальборо був придуманий Лео Бернетом у 1954 році. Образ включав в себе образ суворого ковбоя або групи ковбоїв серед природи лише з сигаретою. Реклама спочатку була задумана як спосіб популяризації сигарет з фільтром, які в той час вважалися жіночними. Рекламна кампанія Marlboro, створена фірмою Бернета, вважається однією з найяскравіших рекламних кампаній всіх часів і народів. Він перетворив чисто жіночу кампанію з гаслом «М'які, як травень» (англ. Mild as May), в ту, яка стала чоловічою протягом декількох місяців. Незважаючи на те, що чоловіків Мальборо було багато, ковбой виявився найпопулярнішим. Це призвело до виникнення окремих кампаній «Marlboro Cowboy» і «Marlboro Country».

## Результати кампанії
Використання кампанії «Чоловік Мальборо» дуже істотно вплинуло на результати продажів сигарет. У 1955 році, коли вона була розпочата, продажі були на рівні 5 млрд. доларів. До 1957 року продажі становили вже 20 млрд. доларів на рік, що дорівнює зростанню у 300 % протягом двох років. Philip Morris в рамках кампанії «Чоловік Мальборо» підтвердив сильний вплив використання масового маркетингу у тютюновій промисловості. Успіх цієї кампанії призвів до початку наслідування з боку конкурентів. Chesterfield у своїх рекламних кампаніях використовував образ ковбоя та інші чоловічі професії з гаслом «Людина Америки» курить Chesterfield.

## Суперечки
Принаймні четверо чоловіків, які у різний час з'явилися в рекламі Мальборо — Вейн Макларен, Девід МакЛін, Дік Хаммер та Ерік Лоусон — померли від хвороб, пов'язаних з курінням; в тому числі з причини придбання сигарет Мальборо, зокрема, Marlboro Reds на прізвисько «Вбивця Ковбоїв».